# Großradl
Großradl es un municipio ubicado en Estiria, Austria.

## Historia
En la Edad Media se construyeron varias fortificaciones locales, de las cuales sólo quedan pequeños restos ya que eran realizados con madera y tierra, además de piedras.
El Castillo Sterglegg era un área protegida que consistía en dos torres, de los cuales algunos restos todavía quedan visibles.
El 1 de enero de 1961, el Sterglegg se unificó con Kornriegl. En 1969 se unifica como Großradl, en ese momento se fusionaron Kleinradl y Kornriegl con Stammeregg, el este en Bachholz.

### Escudo de la ciudad
Uno de los activos culturales más importantes de la comunidad de Großradl es la fortificación medieval del Castillo Sterglegg, el cual fue colocado en el centro del escudo de la ciudad. La colina en la que se eleva es la Radlpass, en la que se colocó una rueda negra denotando la significación política desde tiempos tempranos del transporte, además de representar a las 9 comunidades que componen a Großradl.

## Geografía
El municipio se encuentra ubicado en la frontera con Eslovenia. El territorio se extiende en la ladera norte montañosa, con conexiones con la parte histórica de Estiria y el norte de la misma. Por la autopista B76 se conecta con las comunidades vecinas.
Großradl se subdivide en 9 ciudades, a saber: Bachholz, Feisternitz, Kleinradl, Kornriegl, Oberlatein, Pongratzen, Stammeregg, Sterglegg y Wuggitz.